# Praia da Apúlia
Praia da Apúlia
A Praia da Apúlia uma praia oceânica situada na costa de portuguesa integrando a União das Freguesias de Apúlia e Fão, Município de Esposende, banhada pelo Oceano Atlântico. Integra a frente de mar da vila de Apúlia. O seu areal é largo, embora não muito extenso.
A Sul é delimitada por um pontão e pela foz da Ribeira da Fonte da Senhora. Na zona central da área de banhos existe um aglomerado rochoso que se torna visível durante a maré baixa.
É uma praia muito apreciada pelos amantes de desportos aquáticos, devido a condições climatéricas ventosas durante a maior parte do tempo.
Durante a época balnear é frequente a realização de eventos desportivos na praia de Apúlia, nomeadamente de torneios de futebol.

## Reconhecimento
Em 2019, possui Bandeira Azul; Qualidade Ouro Quercus; Praia Acessível e Praia ZERO poluição como galardões.
Em 2020 foi distinguida com o Prémio Cinco Estrelas Regiões, na categoria de Praias, após a votação nacional que registou a participação de mais de 300 mil pessoas. O Prémio Cinco Estrelas Regiões distingue o que de melhor existe em cada uma das regiões do país, em áreas distintas como recursos naturais, gastronomia, arte e cultura, património e outras referências regionais e nacional.
Em 2021, pelo segundo ano consecutivo foi distinguida com o Prémio Cinco Estrelas Regiões, comprovando a excelência desta zona balnear, após a votação nacional que registou a participação de mais de 346 mil pessoas.

## Caraterísticas
| Freguesia           | Apúlia e Fão                           |
| Concelho            | Esposende                              |
| Distrito            | Braga                                  |
| Região              | Minho                                  |
| País                | Portugal                               |
| Continente          | Europa                                 |
| Oceano              | Atlântico Norte                        |
| Autoridade Marítima | Capitania do Porto de Viana do Castelo |
| Área Protegida      | Parque Natural do Litoral Norte        |
| Água Balnear        | Apúlia                                 |
| Unidade Costeira    | Foz do Rio Lima - Cabo de Santo André  |
| Região Costeira     | Costa Verde                            |

É a praia mais perto do centro de Braga, a 34,3 km da Sé de Braga.